# Erich Fiedler
Erich Fiedler, född 15 mars 1901 i Berlin, Kejsardömet Tyskland, död 19 mars 1981 i Västberlin, var en tysk skådespelare. Fiedler var utbildad vid Max Reinhardts teaterskola. Han filmdebuterade 1932 och gjorde sin sista roll för TV 1975. Han hade då medverkat i över 200 filmer och TV-produktioner. Fiedler var främst en komediaktör.

## Filmografi, urval
- 1932 – Kärlek per telefon
- 1933 – Fröken Piccolo
- 1937 – Även i tider som dessa
- 1937 – De sju örfilarna
- 1941 – Frauen sind doch bessere Diplomaten
- 1941 – Kärleksduellen
- 1941 – Vad kvinnor drömmer om våren
- 1956 – Hon glömde honom aldrig